# ILOVEYOU
ILOVEYOU, đôi khi được gọi là Love Bug hoặc Love pak, là một sâu máy tính đã tấn công hàng chục triệu máy tính cá nhân Windows vào và sau ngày 5 tháng 5 năm 2000  giờ địa phương ở Philippines khi nó bắt đầu lan truyền dưới dạng email với chủ đề "ILOVEYOU" và tệp đính kèm "LOVE-LETTER-FOR-YOU.txt.vbs". Phần mở rộng tệp sau (' vbs ', một loại tệp kịch bản) thường bị ẩn theo mặc định trên các máy tính Windows thời đó (vì đây là phần mở rộng cho loại tệp được Windows biết đến), khiến người dùng nghĩ rằng nó là một tập tin văn bản bình thường. Mở tệp đính kèm đã kích hoạt tập lệnh Visual Basic. Sâu này gây ra thiệt hại cho máy cục bộ, ghi đè các loại tệp ngẫu nhiên (bao gồm tệp Office, tệp hình ảnh và tệp âm thanh; tuy nhiên sau khi ghi đè tệp MP3, vi-rút sẽ ẩn tệp) và gửi một bản sao của chính nó đến tất cả các địa chỉ trong Windows Address Book được Microsoft Outlook sử dụng. Điều này làm cho nó lan truyền nhanh hơn nhiều so với bất kỳ sâu email nào khác trước đó.

## Chìa khóa thành công
Ở cấp độ hệ thống máy tính, ILOVEYOU dựa vào cài đặt hệ thống công cụ tập lệnh (chạy các tệp ngôn ngữ tập lệnh như tệp.vbs) được bật và tận dụng một tính năng trong Windows để ẩn tiện ích mở rộng tệp, mà tác giả phần mềm độc hại sẽ sử dụng như một khai thác. Windows sẽ phân tích tên tệp từ phải sang trái, dừng ở ký tự giai đoạn đầu tiên, chỉ hiển thị các yếu tố ở bên trái này. Do đó, tệp đính kèm có hai thời kỳ có thể hiển thị phần mở rộng tệp "txt" giả bên trong. Các tệp văn bản được coi là vô hại, vì chúng thường không có khả năng chạy mã thực thi. Con sâu đã sử dụng kỹ thuật xã hội để lôi kéo người dùng mở tệp đính kèm (ngoài mong muốn thực sự để kết nối hoặc sự tò mò đơn giản) để đảm bảo việc truyền bá tiếp tục. Điểm yếu hệ thống trong thiết kế của Microsoft Outlook và Microsoft Windows đã được khai thác cho phép mã độc có khả năng truy cập hoàn toàn vào hệ điều hành, bộ lưu trữ thứ cấp và dữ liệu người dùng và hệ thống chỉ nhờ những người dùng cả tin đã nhấp chuột vào biểu tượng.